# Gaëtan Belaud
Gaëtan Belaud (Oloron-Sainte-Marie, 16 de septiembre de 1986) es un futbolista francés que juega de lateral derecho en el París F. C. de la Ligue 2.

## Carrera deportiva
Belaud comenzó su carrera como sénior en el Stade Lavallois, con el que jugó en el Championnat National entre 2006 y 2008. La temporada 2008-09 la pasó cedido en el Rodez AF de la Ligue 2, cedido por el Tours FC de la misma categoría, y que había logrado su fichaje esa misma temporada. 
En 2010 regresó al Stade Lavallois, estando el club ya instalado en la Ligue 2.
En 2014 fichó por el Stade Brestois 29, también de la Ligue 2, aunque estuvo cerca de fichar por el Luzenac AP. En la temporada 2018-19 logró el ascenso a la Ligue 1 con el club bretón.
En mayo de 2020 se hizo oficial su marcha a la capital para jugar en el París F. C.

## Clubes
| Club                 | País    | Año       |
| -------------------- | ------- | --------- |
| Stade Lavallois      | Francia | 2006-2008 |
| Tours F. C.          | Francia | 2008-2010 |
| Rodez A. F. (cedido) | Francia | 2008-2009 |
| Stade Lavallois      | Francia | 2010-2014 |
| Stade Brestois       | Francia | 2014-2020 |
| París F. C.          | Francia | 2020-Act. |